# Vochtig continentaal klimaat

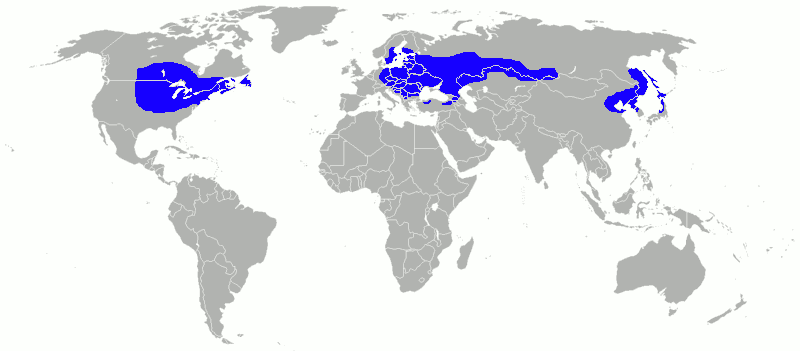
Globale verdeling van het vochtig continentaal klimaat

Met een vochtig continentaal klimaat of vochtig landklimaat wordt een gematigd klimaat bedoeld dat hoofdzakelijk op de middelste breedtegraden van zowel het noordelijk als het zuidelijk halfrond te vinden is. Belangrijke kenmerken van dit klimaat zijn de grote verschillen in temperatuur tussen zomer en winter, en het feit dat er gedurende het hele jaar sprake is van ongeveer evenveel neerslag, dus geen droge of natte seizoenen, zoals wel het geval is in een vochtig subtropisch klimaat. De thermische amplitude kan in deze klimaatzones soms oplopen tot 33 °C, maar bevindt zich meestal tussen de 15 en 22 °C. De thermische amplitude wordt kleiner naarmate een gebied zich dichter bij een zee of oceaan bevindt (zie ook zeeklimaat). Het vochtig continentale klimaat grenst in het noorden aan het subarctische klimaat (Köppen: Dfc/Dwc).

## Klimaattypen

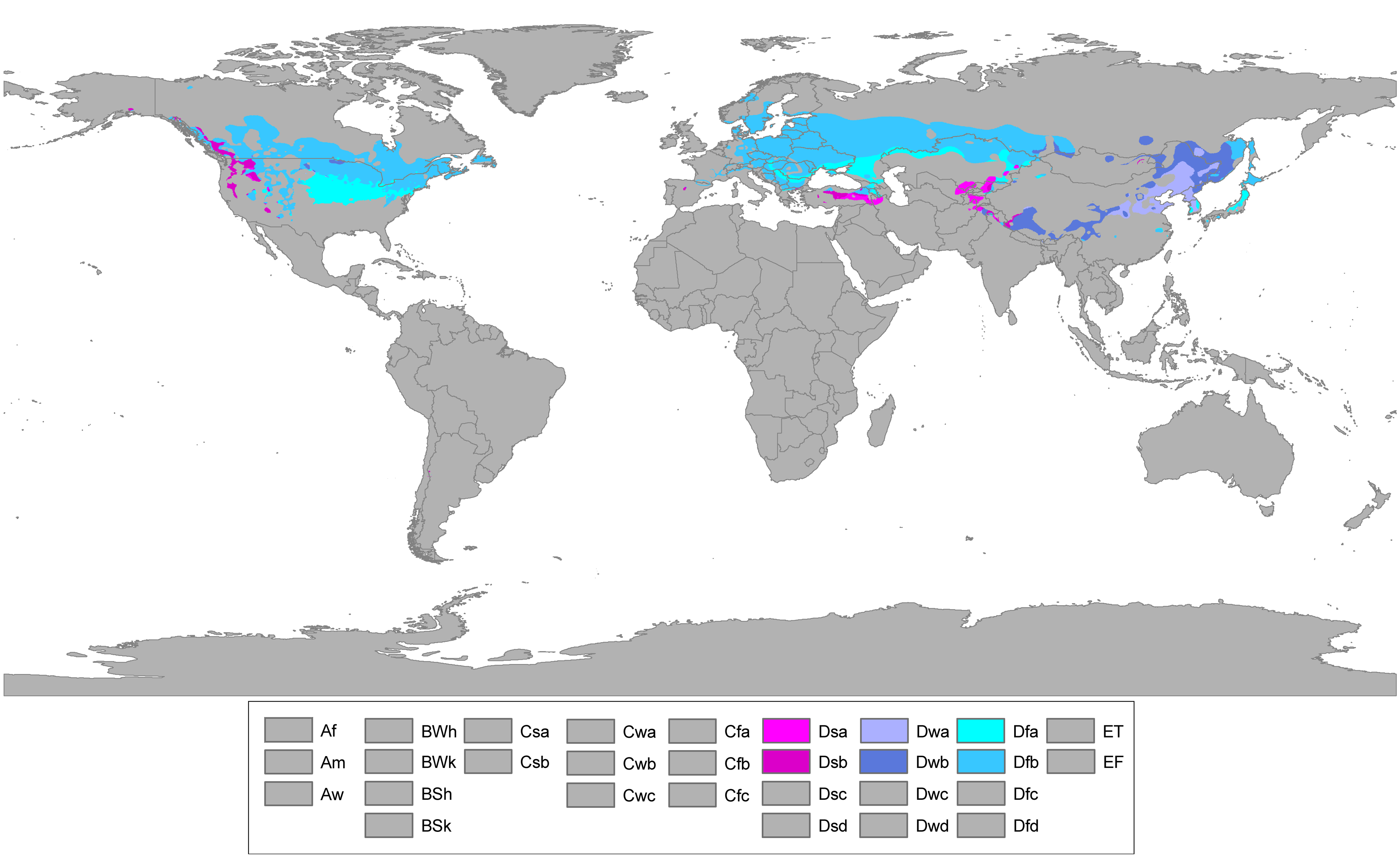
Globale verdeling van de klimaatzones volgens de klimaatclassificatie van Köppen.

Volgens de klimaatclassificatie van Köppen kan het vochtige continentale klimaat verder worden opgedeeld in zes categorieën: Dfa, Dfb, Dwa, Dwb, Dsa en Dsb. De gemiddelde temperatuur ligt voor al deze categorieën boven de 10 °C in de warmste maand en onder de -3°C in de koudste.
Deze zes klimaten kunnen in twee groepen onderverdeeld worden: deze met warme zomers (..a) en deze met koele zomers (..b). De eerste groep worden de warme landklimaten genoemd; de tweede groep de gematigde landklimaten. De gematigde landklimaten (..b) worden ook wel hemiboreale klimaten genoemd: deze bevinden zich halveweg tussen de gematigde klimaten en de boreale klimaten (D.c en D.d).
Soms wordt de naam "vochtig landklimaat" enkel toegekend aan de types Dfa en Dfb omdat deze geen droge seizoenen kennen. Dw.-klimaten kennen immers droge winters; Ds.-klimaten kennen droge zomers. Van alle landklimaten zijn het Dfa-, Dfb- en Dwa-klimaat het meest geschikt voor landbouw.

### Dfa

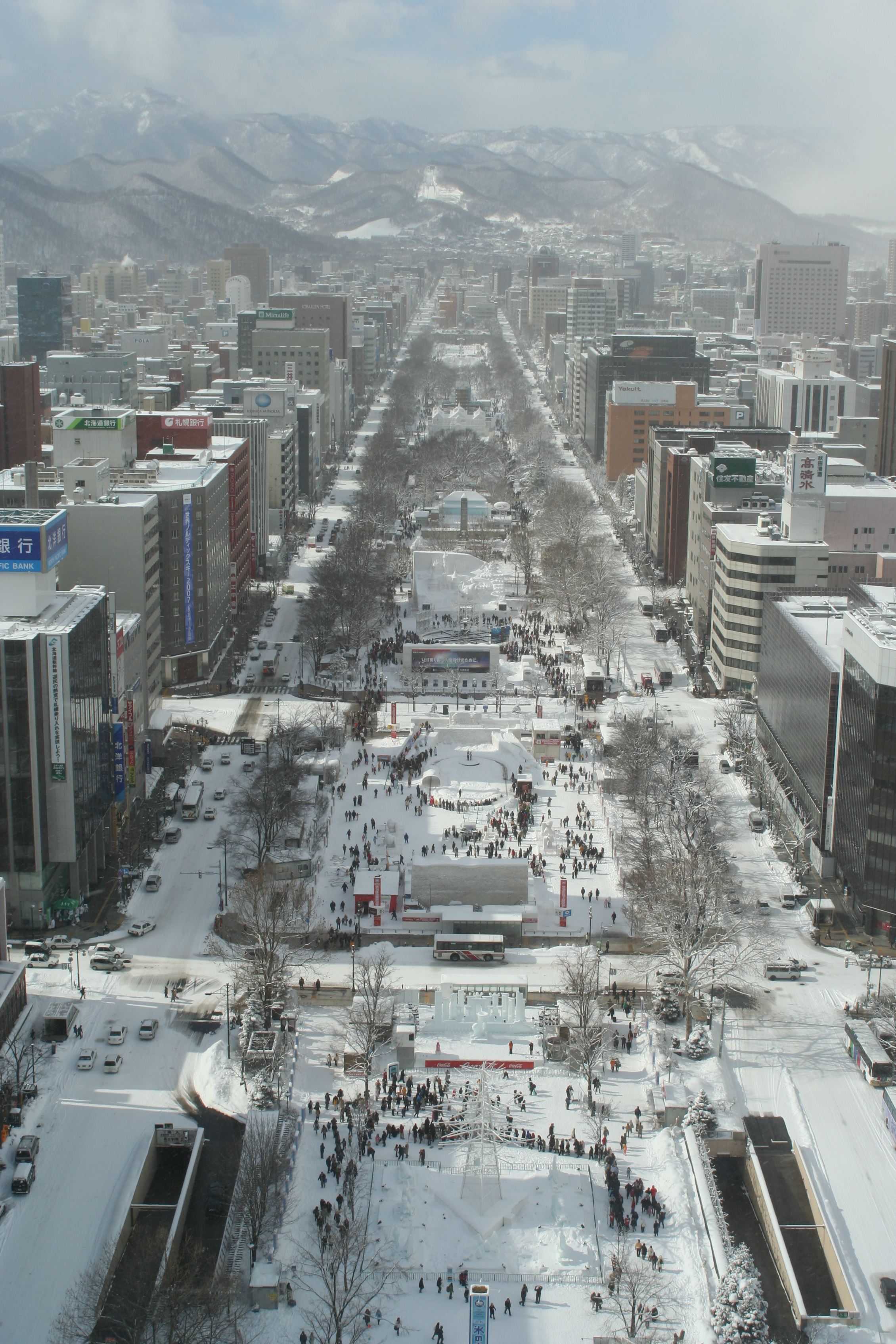
Winter in Sapporo (Japan), Dfa-klimaat

Klimaatzones van het type Dfa komen alleen voor op het noordelijk halfrond. Code Dfa betekent een hete zomer en de afwezigheid van een droog seizoen. In de betreffende gebieden loopt de gemiddelde temperatuur in de warmste maand uiteen van 27 tot 32 °C, terwijl de gemiddelde temperatuur in de koudste maand onder de -3 °C blijft.
Dit type klimaat is kenmerkend voor veel delen van Noord-Amerika zoals het Middenwesten, het zuiden van Ontario en grote delen van Canada. Steden in deze zone zijn bijvoorbeeld Chicago, Cleveland, Niagara Falls, Detroit, Indianapolis, Kansas City en Toronto. In Europa wordt dit type klimaat aangetroffen in de buurt van de Zwarte Zee in het zuiden van Oekraïne, in het zuiden van Rusland en Moldavië en in het oosten van Roemenië. Ook in delen van Japan heerst een dergelijk klimaat, namelijk in het gebied tussen Tokio en Hokkaido.
Deze gebieden zijn ondanks de koude winters goed geschikt voor landbouw. Het zuidoostelijke deel van de Amerikaanse Corn Belt (Illinois en Iowa) ligt bijvoorbeeld in de Dfa-klimaatzone.

### Dfb
Het Dfb-klimaat ligt ten noorden van het Dfa-klimaat en is over het algemeen wat kouder. Code Dfb betekent dat de gemiddelde temperatuur in de warmste maand (juli of augustus) lager is dan 22 °C, terwijl de vier warmste maanden van het jaar allemaal een gemiddelde temperatuur boven de 10 °C hebben.
Dit type klimaat komt bijvoorbeeld voor in het noorden en noordoosten van de Verenigde Staten en in grote delen van Canada: het merendeel van Newfoundland, het zuiden van de provincies Quebec en Manitoba, het zuidoosten van Saskatchewan en het midden van Alberta. In deze gebieden liggen onder meer de steden Barrie, Calgary, Minneapolis, Montreal, Sault-Sainte-Marie, Thunder Bay en Winnipeg. De volgende delen van Europa kennen eveneens een Dfb-klimaat: het zuiden van Scandinavië, het oosten van Duitsland, Zwitserland, Oostenrijk, Hongarije, Polen, Oekraïne, Wit-Rusland, Rusland, hooggelegen delen van de Dinarische Alpen en de Alpen in Italië. Op het
zuidelijk halfrond komt dit type klimaat voor in de berggebieden van Nieuw-Zeeland, Chili en Argentinië.
Ook hier is nog zeer productieve landbouw mogelijk. Gebieden als Oekraïne en Saskatchewan worden de "graanschuren" van respectievelijk Groot-Rusland en Canada genoemd.

### Dwa
Het Dwa-klimaat is een variant met droge winters en warme zomers. Dit klimaat komt bijna uitsluitend voor in Noordoost-China (aan de kust van de Gele Zee) en in een groot deel van Korea. De zomers zijn warm met een regenval die typisch is voor de moesson. De winters zijn echter droog en koud door de droge en koude wind die vanuit Siberië komt aanwaaien. Dankzij de warme en vochtige zomers kan er ook in deze streken goed aan landbouw gedaan worden.

### Dwb
De Dwb-klimaatzone ligt ten noorden van de Dwa-zone en is wat kouder.

### Dsa en Dsb: mediterraan landklimaat
De Dsa- en Dsb-klimaatzone worden het mediterraan landklimaat genoemd en komen niet vaak voor. Dsb-klimaatzones (mediterraan landklimaat met koele zomers) vindt men in bepaalde gebieden in het westen van de Verenigde Staten. Ook het hoogland van Anatolië wordt gekenmerkt door een mediterraan landklimaat (Dsa en Dsb).